# LINDBERG VII
『LINDBERG VII』（リンドバーグ・セブン）は、LINDBERGの7枚目のオリジナル・アルバム。
1994年6月24日発売。発売元は徳間ジャパンのPUBLIC IMAGE RECORDSレーベル。

## 解説
前作『LINDBERG VI』から1年ぶりのオリジナル・アルバム（『EXTRA FLIGHT II -human aircraft-』からだと、半年ぶり）。
小柳昌法が本作では5曲、アルバム半数近くの曲の作曲を担当している。
オリコンチャート3位を獲得した。

## 収録曲
全作詞:渡瀬マキ／作曲:小柳昌法（2,3,4,5,8）平川達也（7,9,11,12）川添智久（1,6,10）／全編曲:LINDBERG・須貝幸生・神長弘一
1. Cute or Beauty
  - 20枚目のシングルのカップリング曲。
  - フジテレビ『めざましテレビ』テーマ曲。
2. love on the border
3. GAMBAらなくちゃね
  - 19枚目のシングル曲。
  - 「進研ゼミ中学講座」CM曲。
4. 最後の冬
5. My half broken RADIO
6. TAXI
  - ライオン「BAN16」CM曲。
7. 八月の鯨
8. 白い桜の雨
9. きっと素晴らしい部屋にするんだ
10. 清く正しく行こう
  - 20枚目のシングル曲。
  - フジテレビ『ゴールデンタイム』テーマ曲。
11. 6月の太陽
12. おやすみ